# Mongolskie Siły Powietrzne
Mongolskie siły powietrzne składają się głównie z samolotów produkcji radzieckiej. Ich dowództwo znajduje się w stolicy kraju Ułan Bator.
Głównym wyposażeniem są samoloty radzieckie. W przeszłości między innymi 44 samoloty typu MiG-21 Fishbed, a także pociski ziemia-powietrze S-75 (SA-2 Guideline). W 2010 Mongolia otrzymała dwie baterie S-125 Peczora-2M.
Do transportu wykorzystuje się radzieckie samoloty An-2 Colt, An-26 Curl, An-32 Cline. Mongolia dysponuje także radzieckimi śmigłowcami Mi-8/171. Funkcję czysto przeciwpancerną pełnią rosyjskie śmigłowce typu Mi-24.
W 1989 roku Mongolię opuścili radzieccy żołnierze, którzy posiadali bazę obrony przeciwlotniczej w mieście Czojr.

## Wyposażenie
| Samolot         | Kraj pochodzenia  | Typ                     | Wersje       | W służbie | Uwagi         |
| --------------- | ----------------- | ----------------------- | ------------ | --------- | ------------- |
| An-26 „Curl”    | ZSRR              | samolot transportowy    | An-26        | 3         |               |
| An-32 „Cline”   | ZSRR              | samolot transportowy    | An-32B       | 1         |               |
| Airbus A310-304 | Francja           | pasażerski              | A310-304     | 1         | ex-MIAT       |
| Boeing 737      | Stany Zjednoczone | pasażerski              | 737-300      | 1         |               |
| An-2 „Colt”     | Polska            | samolot wielozadaniowy  | An-2         | 10        | nieoperacyjne |
| MiG-21          | ZSRR              | myśliwiec               | MiG-21PFM/US | 10        | nieoperacyjne |
| Mi-24           | ZSRR              | śmigłowiec szturmowy    | Mi-24V       | 10        |               |
| Mi-8            | ZSRR              | śmigłowiec transportowy | Mi-8         | 11        |               |
| Mi-17           | Rosja             | śmigłowiec transportowy | Mi-171       | 2         |               |

### Wycofane
- An-24 „Coke”
- An-30 „Clank”